# Coenagrion pygmaea
Coenagrion pygmaea är en trollsländeart som beskrevs av Navás 1919. Coenagrion pygmaea ingår i släktet blå flicksländor, och familjen sommarflicksländor. Inga underarter finns listade i Catalogue of Life.